# Općinska B nogometna liga Ludbreg 1987./88.
"Općinska B nogometna liga Ludbreg" za sezonu 1987./88. je bila drugi stupanj općinske lige ONS Ludbreg. 
Sudjelovalo je 10 klubova, a prvak je bio "Proleter" iz Malog Bukovca.  

## Ljestvica
| mj. | klub                            | ut. | pob. | ner. | por. | gol+ | gol- | bod |
| --- | ------------------------------- | --- | ---- | ---- | ---- | ---- | ---- | --- |
| 1.  | Proleter Mali Bukovec           | 18  | 14   | 2    | 2    | 68   | 24   | 30  |
| 2.  | Razvitak Čičkovina              | 18  | 12   | 3    | 3    | 83   | 26   | 27  |
| 3.  | Podgora Bolfan                  | 18  | 10   | 4    | 4    | 73   | 36   | 24  |
| 4.  | Croatia Dubovica                | 18  | 12   | 0    | 6    | 60   | 52   | 24  |
| 5.  | Podravka Struga                 | 18  | 10   | 1    | 7    | 67   | 47   | 21  |
| 6.  | Komarnica (Komarnica Ludbreška) | 18  | 9    | 1    | 8    | 46   | 43   | 19  |
| 7.  | Sloboda Županec                 | 18  | 7    | 0    | 11   | 44   | 57   | 14  |
| 8.  | Dinamo Apatija                  | 18  | 5    | 1    | 12   | 26   | 78   | 11  |
| 9.  | Kalnik Čukovec                  | 18  | 3    | 0    | 15   | 31   | 88   | 6   |
| 10. | Partizan Veliki Bukovec         | 18  | 2    | 0    | 16   | 27   | 84   | 4   |

## Rezultatska križaljka
| kratica | klub                            | CRO | DIN | KAL | KOM | PAR | PODG | PODR | PRO | RAZ | SLO |
| --- | ------------------------------- | --- | --- | --- | --- | --- | ---- | ---- | --- | --- | --- |
| CRO | Croatia Dubovica                |     |     |     |     |     |      |      |     |     |     |
| DIN | Dinamo Apatija                  |     |     |     |     |     |      |      |     |     |     |
| KAL | Kalnik Čukovec                  |     |     |     |     |     |      |      |     |     |     |
| KOM | Komarnica (Komarnica Ludbreška) |     |     |     |     |     |      |      |     |     |     |
| PAR | Partizan Veliki Bukovec         |     |     |     |     |     |      |      |     |     |     |
| PODG | Podgora Bolfan                  |     |     |     |     |     |      |      |     |     |     |
| PODR | Podravka Struga                 |     |     |     |     |     |      |      |     |     |     |
| PRO | Proleter Mali Bukovec           |     |     |     |     |     |      |      |     |     |     |
| RAZ | Razvitak Čičkovina              |     |     |     |     |     |      |      |     |     |     |
| SLO | Sloboda Županec                 |     |     |     |     |     |      |      |     |     |     |
| |                                 |     |     |     |     |     |      |      |     |     |     |
| podebljan rezultat - utakmice od 1. do 9. kola (1. utakmica između klubova) rezultat normalne debljine - utakmice od 10. do 18. kola (2. utakmica između klubova) rezultat nakošen - nije vidljiv redoslijed odigravanja međusobnih utakmica iz dostupnih izvora rezultat smanjen * - iz dostupnih izvora nije uočljiv domaćin susreta prekrižen rezultat - poništena ili brisana utakmica p - utakmica prekinuta 3:0 p.f. / 0:3 p.f. - rezultat 3:0 bez borbe |                                 |     |     |     |     |     |      |      |     |     |     |

 Izvori: